# Merlevenez
Merlevenez è un comune francese di 3 078 abitanti situato nel dipartimento del Morbihan nella regione della Bretagna.

## Società

### Evoluzione demografica
Abitanti censiti